# Torre di Nao

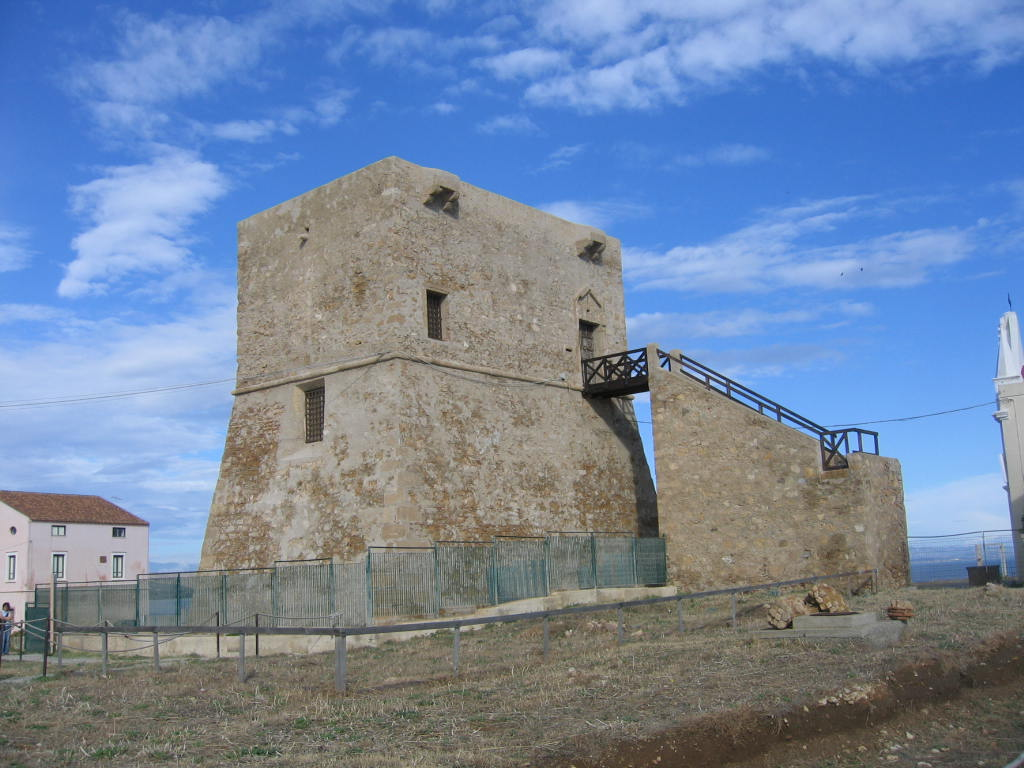
Torre di Nao am Capo Colonna

Der Torre di Nao, oder auch Torre di Capo Nao oder Torre Nao, ist ein Sarazenenturm aus dem 16. Jahrhundert am Capo Colonna in der italienischen Region Kalabrien.

## Geschichte
Kaiser Karl V. ließ mit einem weitläufigen und imposanten Festungswerk an der Küste Kalabriens im 16. Jahrhundert beginnen, um die Verteidigungsbauten des Königreichs Neapel zu vermehren. Anfangs sah das Projekt, das der Vizekönig, Pedro Álvarez de Toledo, initiierte, den Bau dreier Türme vor, des Torre di Nao, des Torre di Scifo und des Torre Mariedda. Aber nur der erstgenannte Turm wurde tatsächlich errichtet, und zwar durch Fabrizio Pignatelli, der damit 1550 begann und den Bau um 1568 beendete. Der Turm wurde vollständig mit Sandstein verkleidet, aus dem das gesamte Lacinio-Vorgebirge besteht. Der Turm sollte den Sarazeneneinfällen widerstehen, aber später, im Jahre 1806, fiel er in die Hände der Franzosen, die ihn in ihr Zollsystem eingliederten. Nach der Einigung Italiens wurde dort die Guardia di Finanza untergebracht, während er heute als kleine archäologische Stätte gilt.

## Beschreibung

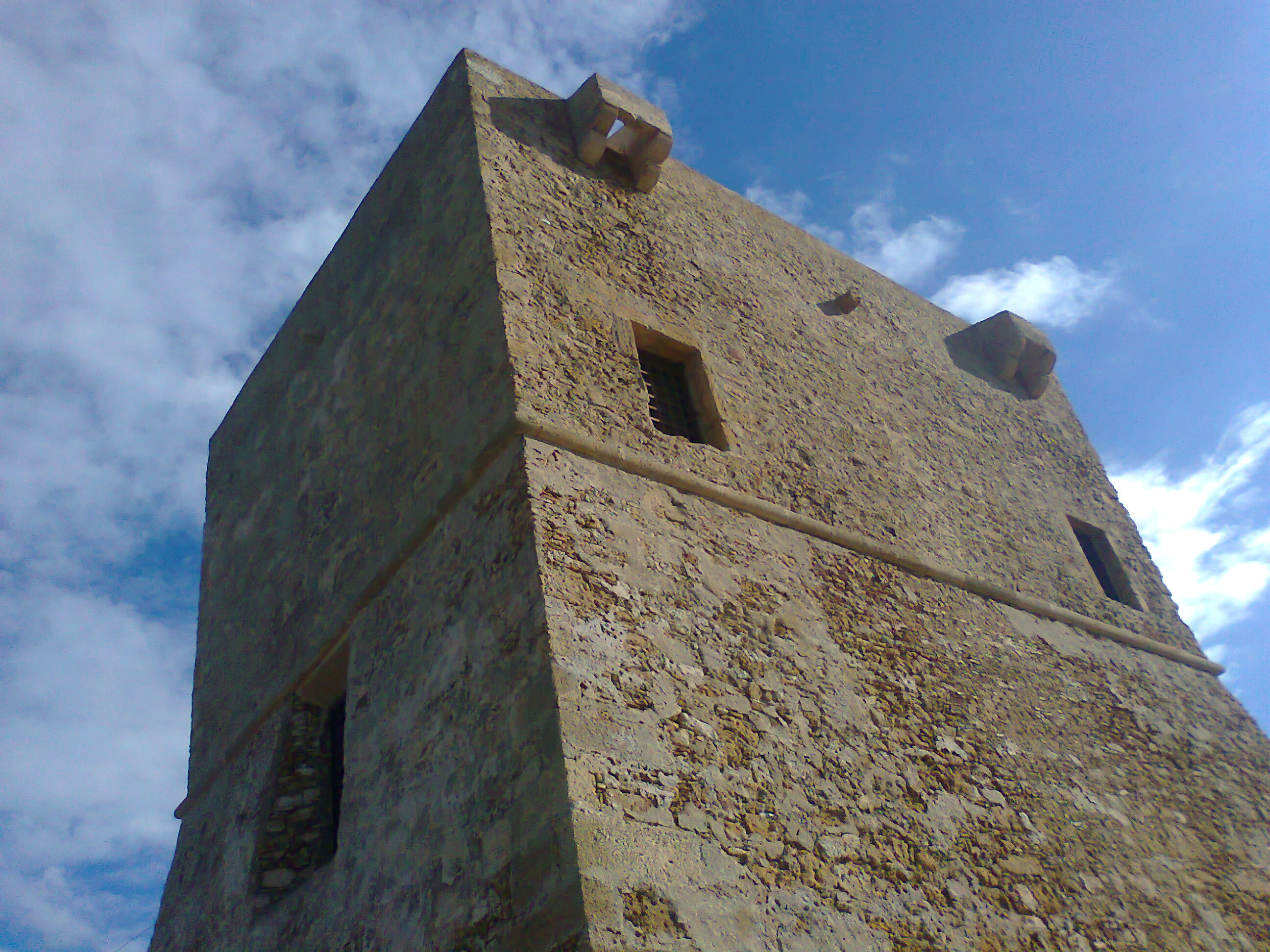
Torre di Nao

Der Turm wurde als Teil einer Verteidigungsanlage gebaut, hat einen quadratischen Grundriss, ein gedrungenes und schlichtes Aussehen, wirkt aber gleichzeitig massiv und imposant. Der Zugang zum Turm ist im ersten Obergeschoss und man muss drei Treppenzüge hinaufsteigen, um zu einer kleinen, versenkbaren Zugbrücke zu gelangen, die von innen über eine Rolle bewegt wird. Diese beiden Besonderheiten sorgten dafür, dass der Turm fast nicht zu erobern war; er war noch mehr geschützt, wenn man die verschiedenen Angriffselemente betrachtet, mit denen er ausgestattet war, z. B. mehrere Schießscharten für Armbrustschützen, die heute in einfache Fenster umgebaut sind, und Maschikuli oben am Turm. Erst beim kürzlichen Umbau wurde eine Tür im Erdgeschoss eingebaut, die als Notausgang dient.

## Museum

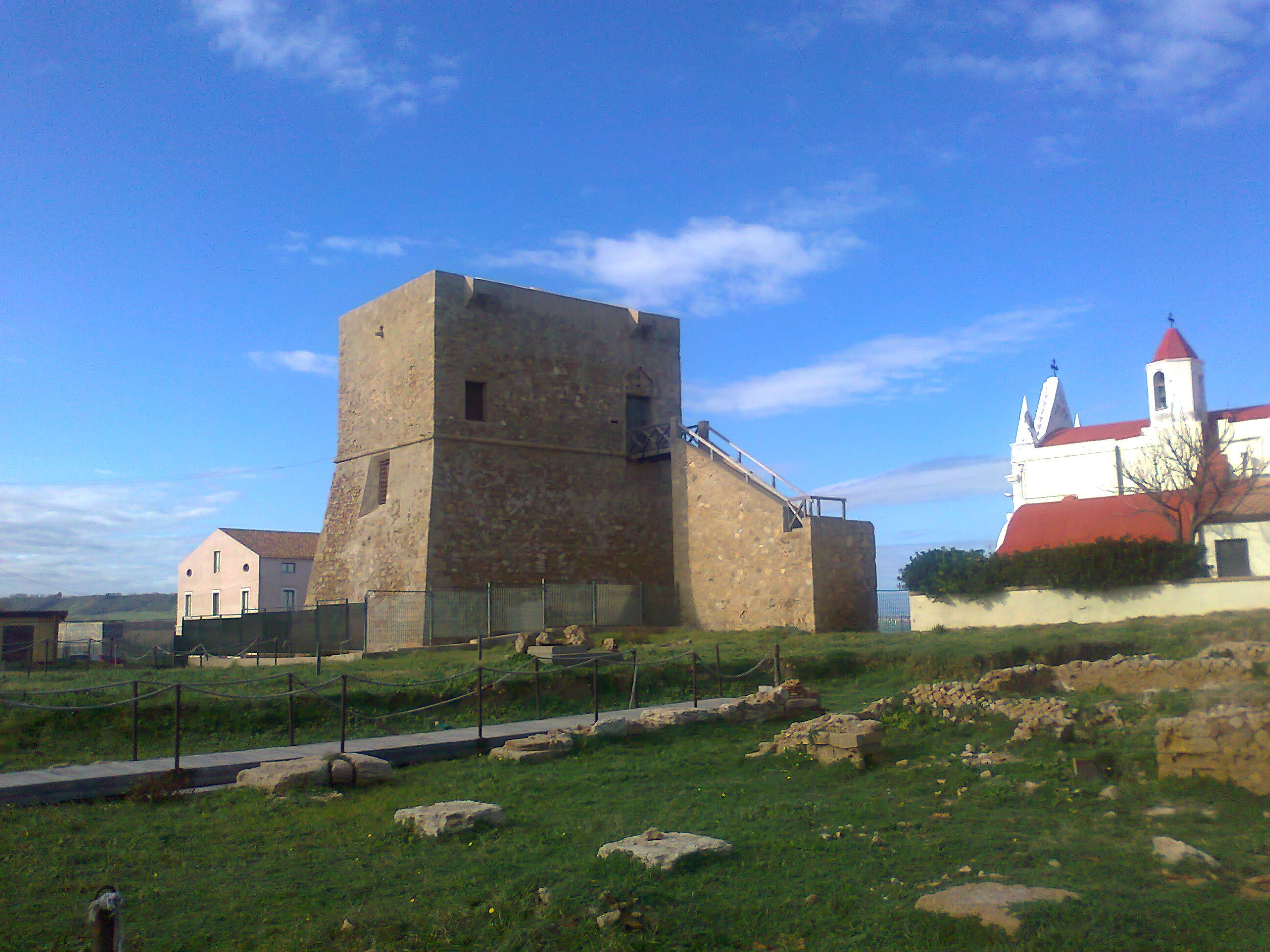
Torre di Nao

Nach einer Phase der Restaurierung, innen wie außen, wurde der Turm in ein kleines Museum umgebaut, in dem archäologische Fundstücke aus den Flachwasserbereichen der Gegend ausgestellt sind. Man findet dort griechische und römische Artefakte aus der Zeit 600–200 v. Chr., die alle vom Ozeanboden in der Nähe des Vorgebirges stammen, aber auch aus dem gesamten angrenzenden Unterseeschutzgebiet, das sich bis zum Capo Rizzuto erstreckt. Im Laufe der Zeit und mit dem Anwachsen der Zahl von Fundstücken wurde das Museo Archeologico Nazionale di Crotone errichtet, in das alle Fundstücke aus dem Unterseeschutzgebiet verbracht wurden (auch wenn einige Fundstücke ins Museo Archeologico Nazionale di Reggio Calabria transferiert wurden). So erhielt man im Turm Platz für die Ausstellung zahlreicher Amphoren, antiker Münzen, antiker Keramiken, Vasen und Marmortafeln. Der Turm bietet einen Ausblick auf die Küsten und Flachwasserbereiche der Gegend sowie die Stadt Crotone.